# Bregalnica
Bregalnica (makedonski: Брегалница) je druga po veličini rijeka u  Sjevernoj Makedoniji. Na izvoru je mali potok koji izvire blizu planinskog gradića Delčeva, a zatim prolazi kroz gradove; Makedonska Kamenica, Kočani, Vinica i Štip, prije nego što se ulije u rijeku Vardar, na svom putu do uvira u Egejsko more. 
Ukupna dužina rijeke je 225 km, a površina njenog sliva iznosi 4307 km². 
Veće pritoke s desne strane su; Zletovska, Kočanska, i Orizarska, a s lijeva su to Osojnica i Zrnovska reka.
Na njenom vodotoku su izgrađene dvije umjetne akomulacije; Ratevo (kod Berova) i Kalimanci (kod Makedonske Kamenice). Jezero Kalimanci ima dubinu od 80 m, dugo je 14 km, a prosječne širine je 0,3 km, i sakupi oko 127 milona m³ vode.
Najnovija nastojanja sjevernomakedonskih vlasti usmjerena su na smanjenje onečišćenja kojim je rijeka, zbog brojnih otpadnih kanala industrijskih postrojenja iz gradova kroz koje prolazi – izložena. Zagađenju vode rijeke Bregalnice, doprinose i brojna rižina polja kod Kočana, koja se ekstenzivno koriste pesticidima.

## Vanjske poveznice
|  | Zajednički poslužitelj ima još gradiva o temi Bregalnica |